# Lupinus aliattenuatus
Lupinus aliattenuatus är en ärtväxtart som beskrevs av Charles Piper Smith. Lupinus aliattenuatus ingår i släktet lupiner, och familjen ärtväxter. Inga underarter finns listade i Catalogue of Life.